# Eduard Schönecker
Eduard Schönecker (Vienna, 21 gennaio 1885 – Vienna, 6 aprile 1963) è stato un calciatore, velocista e architetto austriaco.
Si devono a lui i progetti dello stadio del suo vecchio club, il Pfarrwiese (1912) e dello Hohe Warte Stadion, oggi usato dal First Vienna (1921).

## Biografia
Nacque in una famiglia operaia e divenne architetto lavorando anche per la città di Vienna, abbandonando la carriera sportiva.
Quando progettò lo Hohe Warte Stadion, questo era il più grande sul continente europeo.

## Carriera

### Calciatore

#### Club
Entrò a far parte della prima squadra del Rapid Vienna nel 1902. Contribuì alla promozione del Rapid in 1. Klasse al termine della stagione 1902-1903, grazie alla vittoria per 3-0 nello spareggio contro il Deutschen SV il 21 giugno 1903.
Dopo aver lasciato il club, dove nel frattempo aveva esordito il fratello Dionys, fu tesserato per il Wiener AC e per il Wiener AF.

#### Nazionale
Fu convocato in occasione di una partita amichevole contro l'Ungheria a Budapest il 2 giugno 1904, terminata 3-0 per i padroni di casa.

### Atleta
Fu primatista austriaco dei 100 metri nel 1905, stabilendo il nuovo record; identico risultato ottenne nei 200 metri nel 1903 e nel 1908 e sulla distanza di 100 iarde nel 1907.
Per questo motivo fu scelto per far parte della delegazione austriaca ai Giochi della IV Olimpiade, a Londra. Gareggiò nei 100 metri piani il 20 luglio 1908 e nei 200 metri piani il giorno successivo, in entrambi i casi non superando le qualificazioni.